# Línea M6 (AUVASA)
La línea M6 de AUVASA une a primera hora de la mañana los barrios de Las Flores, Pilarica y Belén y el entorno del Hospital Clínico con el centro de Valladolid. Tiene servicio de lunes a viernes laborables.

## Frecuencias
| DÍA                | LUGAR DE SALIDA | HORARIO DE SALIDA |
| ------------------ | --------------- | ----------------- |
| Laborables         | LAS FLORES      | 6:50              |
| Sábados y festivos | SIN SERVICIO    | -                 |

## Paradas
Nota: Al pinchar sobre los enlaces de las distintas paradas se muestra cuanto tiempo queda para que pase el autobús por esa parada.
| Hacia Plaza Fuente Dorada                       | Correspondencia con líneas:      |
| ----------------------------------------------- | -------------------------------- |
| C/ Azucena 18 esq. Dalia                        | 3                                |
| C/ Azalea esq. Flor de Acebo                    | 3                                |
| C/ Santa María de la Cabeza 37                  | 3                                |
| C/ Santa María de la Cabeza 9                   | 3                                |
| C/ Villabáñez 19 igl. San Ignacio de Loyola     | C1                               |
| Pza. Vadillos 7 esq. Palacio Valdés             | 17 C1                            |
| Pº del Cauce Centro Salud Pilarica              | 7 C1                             |
| Pº del Cauce Ing. Industriales                  | 7 C1                             |
| Pº Prado de La Magdalena 18 Filosofía y Letras  | C1 U1                            |
| C/ Madre de Dios 15                             | 8                                |
| C/ Real de Burgos 3 fte. igl. San Pedro Apóstol | 8 17 C2                          |
| C/ Alamillos 11                                 | 8 17                             |
| Pza. San Juan                                   | 7 8 17                           |
| C/ Fidel Recio 1 esq. Alonso Pesquera           | 7 8                              |
| C/ Santuario 5 esq. López Gómez                 | 7 8                              |
| Pza. España Bola del Mundo                      | M2 M4 M5 1 2 4 7 8               |
| Pza. Fuente Dorada                              | M1 M2 M3 M4 M5 M7 1 2 3 4 6 8 24 |